# Iivar Väänänen
Iivar "Iivo" Väänänen (Kuopio, 17 de setembre de 1887 - Kuopio, 13 d'abril de 1959) va ser un tirador finlandès que va competir a començaments del segle xx.
El 1912 va prendre part en els Jocs Olímpics d'Estocolm, on va guanyar la medalla de bronze en la prova de tir al cérvol, tret simple per equips del programa de tir. En aquests mateixos Jocs també va disputar la prova de tir al cérvol, tret simple, on acabà en 22a posició.